# (214869) 2007 PA8
(214869) 2007 PA8 è un asteroide di circa 1,8 - 2,0 km di diametro scoperto il 9 agosto 2007 da LINEAR. Ha un'orbita di tipo Apollo ed è classificato come oggetto potenzialmente pericoloso.
Il 5 novembre 2012, transitò vicino alla Terra, a 6,5 milioni di km di distanza. Durante tale passaggio, venne studiato dal radar Goldstone, che permise di ottenere altre informazioni su di esso.